# کالیبان (کمیک)
کالیبان (به انگلیسی: Caliban) یک شخصیت خیالی در کتاب‌های کامیک منتشر شده توسط مارول کامیکس است، که اغلب با مجموعه مردان اکس در ارتباط است. شخصیت کالیبان توسط کریس کلیرمونت و دیو کاکرام خلق شده است که برای اولین بار در شمارهٔ ۱۴۸ مجموعه مردان-ایکس غیرطبیعی (اوت ۱۹۸۱) حضور پیدا کرد.
کالیبان جهش‌یافته‌ای با توانایی ردیابی جهش‌یافته‌های دیگر در شعاع ۲۵ مایلی خود است. او با بیماری ژنتیکی آلبینیسم، چهره‌ای رنگ پریده، بدون مو و چشمان بزرگ زرد رنگ متولد شد. او در نهایت توسط پدرش از خانه ترد شد که به او لقب کالیبان، برگرفته از نمایشنامهٔ طوفان اثر ویلیام شکسپیر را داده بود. او سپس توسط کالیستو در انجمن زیر زمینی به نام مورلاک‌ها استخدام شد. او همیشه به شکل سوم شخص صحبت می‌کند و در هنگام اشاره به خود، در ازای گفتن کلمهٔ «من»، از کالیبان استفاده می‌کند.
توماس لیمارکیوس نقش این شخصیت را در فیلم مردان ایکس: آپوکالیپس (۲۰۱۶)، و استیون مرچنت در فیلم لوگن (۲۰۱۷) ایفا کرده‌اند.